# Jighaul
Jighaul – gaun wikas samiti we wschodniej części Nepalu w strefie Sagarmatha w dystrykcie Siraha. Według nepalskiego spisu powszechnego z 2001 roku liczył on 736 gospodarstw domowych i 4486 mieszkańców (2177 kobiet i 2309 mężczyzn).